# Робин Бенцинг
Робин Бенцинг (Зехајм-Југенхајм, 1. мај 1989) је немачки кошаркаш. Игра на позицији крила, а тренутно наступа за Фортитудо.

## Успеси

### Клупски
- Бајерн Минхен:
  - Првенство Немачке (1): 2013/14.

### Појединачни
- Најбољи стрелац Европског првенства у кошарци до 20 година (1): 2009.